# IC 5034
IC 5034 — галактика типу Sbc (компактна витягнута спіральна галактика) у сузір'ї Індіанець.
Цей об'єкт міститься в оригінальній редакції індексного каталогу.